# Episodi di Delitti in Paradiso (prima stagione)

Il cast principale della prima stagione. Da sinistra: Richard Poole (Ben Miller), Fidel Best (Gary Carr), Dwayne Mayers (Danny John-Jules) e Camille Bordey (Sara Martins); di spalle, Selwyn Patterson (Don Warrington), personaggio ricorrente della serie

La prima stagione della serie televisiva Delitti in Paradiso, composta da 8 episodi della durata di 60 minuti l'uno, è stata trasmessa in prima visione assoluta nel Regno Unito da BBC One dal 25 ottobre al 13 dicembre 2011.
In Italia la stagione è stata trasmessa in prima visione dal canale satellitare Fox Crime dal 28 maggio al 16 luglio 2012, mentre in chiaro è andata in onda su Rai 2 dal 1º luglio al 9 settembre 2012. Fox Crime ha scelto di ridurre la durata degli episodi a 50 minuti l'uno, mentre Rai 2 ha rispettato l'originale minutaggio di 60 minuti.
| nº | Titolo originale     | Titolo italiano         | Prima TV Regno Unito | Prima TV Italia |
| -- | -------------------- | ----------------------- | -------------------- | --------------- |
| 1  | Arriving in Paradise | Un omicidio impossibile | 25 ottobre 2011      | 28 maggio 2012  |
| 2  | Wicked Wedding Night | Nozze di sangue         | 1º novembre 2011     | 4 giugno 2012   |
| 3  | Predicting Murder    | La profezia             | 8 novembre 2011      | 11 giugno 2012  |
| 4  | Missing a Body?      | Falsa innocenza         | 15 novembre 2011     | 18 giugno 2012  |
| 5  | Spot the Difference  | Assassinio in alto mare | 22 novembre 2011     | 25 giugno 2012  |
| 6  | An Unhelpful Aid     | Febbre tropicale        | 29 novembre 2011     | 2 luglio 2012   |
| 7  | Music of Murder      | Orecchio musicale       | 6 dicembre 2011      | 9 luglio 2012   |
| 8  | Amongst Us           | Anagrammi               | 13 dicembre 2011     | 16 luglio 2012  |

## Un omicidio impossibile
- Titolo originale: Arriving in Paradise
- Diretto da: Charles Palmer
- Scritto da: Robert Thorogood

### Trama
Saint Marie è un'isola caraibica e dipendenza britannica d'oltremare, francese in passato. Il suo dipartimento di polizia è piccolo e poco attrezzato ed è diretto dal commissario Selwyn Patterson. Vi lavorano gli agenti Dwayne Myers e Fidel Best e il sergente Lily Thomson, sotto la supervisione dell'ispettore capo Charlie Hulme della polizia britannica. Alla festa nella villa di James Lavender, facoltoso uomo del luogo, gli ospiti sentono uno sparo che proviene dall'interno della villa; gli agenti di polizia raggiungono l'abitazione e Lily trova il cadavere di Hulme all'interno della stanza blindata dell'abitazione.
Dato che Hulme era un poliziotto della polizia britannica, la polizia di Londra invia uno dei suoi migliori elementi a indagare sull'omicidio: l'ispettore capo Richard Poole, un uomo rigido che ama lamentarsi, il quale viene sistemato nell'alloggio dove viveva Hulme. Richard non sopporta l'atmosfera caraibica di Saint Marie e ciò che vuole è chiudere il caso per poi tornare il prima possibile in Inghilterra.
Richard nota che la pistola che ha ucciso Hulme era una calibro 22 ed è impossibile che un'arma simile abbia potuto generare uno sparo udibile dall'esterno. L'ispettore capo scopre che Hulme era l'amante di Sarah, la moglie di James, la quale gli confessa che Hulme voleva segretamente costruire un caso contro il marito. Richard trova nell'impianto della doccia di Hulme una chiave che apre una cassetta di sicurezza contenente del denaro e dei passaporti. Lily avanza l'ipotesi che Hulme fosse corrotto e che segretamente fosse in affari con James, il quale si sospetta che abbia fatto molti soldi con la tratta di esseri umani.
Richard trova una donna in casa, la quale afferma di essere la donna delle pulizie di Hulme, poi la ritrova nello yacht di James (si sospetta che proprio con quell'imbarcazione trasporti le persone che vengono comprate e vendute nella tratta). Richard riesce ad arrestarla, scoprendo che era alla festa di James la sera della morte di Hulme. Patterson spiega a Richard che la donna si chiama Camille Bordey, è sergente del dipartimento di polizia di Saint Marie e lavora a Guadalupe sotto copertura. Già da tempo la donna si sta occupando dell'indagine su James e ha scoperto che effettivamente nella polizia di Saint Marie c'è una talpa che lo aiuta a coprire i suoi traffici, e tutto indica che era Hulme. Adesso che Camille è stata arrestata la sua copertura è saltata e, come se non bastasse, James viene ritrovato morto.
Dopo questo delitto, Richard capisce che a uccidere Hulme è stata la sua collega Lily. L'ispettore era entrato di nascosto nella villa per trovare l'agenda in cui James teneva traccia dei suoi guadagni con la tratta degli esseri umani. James lo aveva visto e, usando la pistola del padre di Sarah, gli aveva sparato (quello infatti era il colpo di proiettile che tutti avevano sentito) ma lo aveva mancato. Hulme si era quindi messo al riparo nella stanza blindata chiudendola dall'interno. 
Successivamente Lily era riuscita ad aprire la stanza senza farsi vedere ed aveva sparato con una pistola munita di silenziatore. Lily doveva impedire a Hulme di trovare l'agenda dato che conteneva anche il suo nome: è lei l'agente corrotto che lavorava per James.
Infine per non lasciare tracce ha ucciso pure quest'ultimo. Lily ha cercato di incolpare Hulme mettendo la chiave dove Richard l'avrebbe trovata, sapendo che avrebbero aperto la cassetta, con tutte prove false create da lei, la prova che la incrimina è il suo numero di telefono sull'agenda del cellulare di James, l'ora della telefonata risale a poco prima della morte di Hulme, infatti l'aveva chiamata quando aveva visto Hulme nella sua villa per chiederle aiuto. Lily viene arrestata ammettendo che era stanca della sua vita, voleva la promozione a ispettore capo che invece era stata data a Hulme.
A Patterson viene proposto di sostituire Hulme con Richard, mentre Camille prende il posto di Lily al dipartimento.
- Ascolti Regno Unito: telespettatori 6 780 000
- Ascolti Italia: telespettatori 238 963[3]

## Nozze di sangue
- Titolo originale: Wicked Wedding Night
- Diretto da: Roger Goldby
- Scritto da: Robert Thorogood

### Trama
Trasferito in servizio in pianta stabile a Saint Marie, per Richard è difficile ambientarsi in un luogo così diverso da Londra, inoltre deve indagare su un omicidio, la cui vittima è Lisa Watson, venuta sull'isola per celebrarvi il suo matrimonio con Darren, il quale è devastato per la sua perdita. L'hanno uccisa con un arpione sparato con un fucile subacqueo, mentre era sola nella suite dell'albergo dove alloggiava: sbilanciandosi è caduta dal quinto piano. Stranamente la camera d'albergo non era quella che lei e Darren avevano prenotato.
I primi sospetti ricadono su Stefan, l'istruttore di diving, dato che il fucile subacqueo faceva parte della sua attrezzatura; tra l'altro Margaret, la donna delle pulizie dell'hotel, confessa che era stata Lisa a chiederle il permesso di entrare in quella suite, che infatti Margaret avrebbe dovuto riordinare. Camille, poi, porta Richard in un ristorante di proprietà di Catherine, la madre di Camille, l'unica in tutta l'isola capace di preparare un tè che Richard possa effettivamente apprezzare.
Adam, il testimone di Darren, rivela a Richard e Camille che lui e Lisa si erano dati appuntamento in quella suite per negoziare i termini di un prestito: a lui servivano 50 000 sterline e Lisa aveva deciso di prestarglieli. Il caso si complica quando anche Margaret viene trovata morta per strangolamento.
Richard scopre che l'assassino delle due donne è William, il maggiordomo dell'albergo. Quella di Lisa è stata una morte accidentale, dato che lui voleva uccidere Margaret per la quale provava una morbosa infatuazione, mentre lei, però, aveva una relazione con Stefan. William aveva rubato da quest'ultimo il suo fucile subacqueo nel tentativo di incastrarlo: sapeva che Margaret sarebbe entrata in quella suite per riordinarla, ma non aveva previsto che Margaret avrebbe dato a Lisa il permesso di entrarvi. La luce del sole che passava dalle finestre aveva abbagliato William che, non avendo notato la differenza tra le due donne, ha sparato l'arpione che ha ucciso Lisa. Poi in un secondo momento ha strangolato Margaret. Camille si mette poi a provocare William mettendo a nudo il senso di inadeguatezza di quest'ultimo inducendolo ad aggredirla, dimostrando la sua colpevolezza. William viene arrestato.
Anche se all'inizio Richard e Camille non si piacevano, dopo aver risolto il caso iniziano a rispettarsi e a stringere amicizia. Richard nel tentativo di apprezzare di più Saint Marie, andando contro la sua naturale compostezza, decide di bagnarsi i piedi nell'acqua del mare sulla spiaggia davanti alla sua abitazione.
- Ascolti Regno Unito: telespettatori 6 480 000

## La profezia
- Titolo originale: Predicting Murder
- Diretto da: Charles Palmer
- Scritto da: Robert Thorogood

### Trama
Angelique Morel tiene sulla spiaggia una cerimonia vudù spaventando i presenti, compreso Dwayne, profetizzando la propria morte, a suo dire per mano di un uomo con una cicatrice e già colpevole di omicidio. Il giorno dopo il corpo di Angelique viene rinvenuto nel laboratorio di scienze di una scuola. La causa di morte è avvelenamento da cianuro. Il preside della scuola, Nicholas Dunham, attira l'attenzione di tutti, poiché ha una cicatrice proprio come l'uomo indicato dalla profezia. Poole liquida il tutto come superstizione.
Il cianuro probabilmente viene dall'armadietto dell'aula di scienze e solo la chiave in possesso di Dunham poteva aprirlo. Inoltre la figlia di Angelique era la moglie del preside, scomparsa da quindici anni (suicidio?). Catherine rivela a Richard e a Camille che la figlia di Angelique tradiva Dunham con Charles Dean, che poi si fece prete: da anni quindici anni, appunto, è scomparsa e molti sospettano che si sia tolta la vita. Lo stesso Patterson, che al tempo era solo un agente di polizia, si occupò del caso: riferisce che il corpo della donna non venne mai ritrovato e il caso fu chiuso non esistendo altre alternative percorribili. Tutto indica che a uccidere Angelique sia stato il genero, ma formulare un'accusa contro Dunham senza prove solide sarà difficile, tanto più che a Saint Marie è un uomo molto influente.
Fidel, da giovane, frequentava la scuola di Dunham. Afferma che quest'ultimo è sempre stato un uomo detestabile, che amava umiliare gli altri, infliggendo punizioni esemplari. Richard viene poi a capo del mistero, scoprendo il segreto che si nasconde dietro la morte di Angelique e della figlia.
La polizia fa convocare tutti i sospettati nell'aula di scienze, spiegando ai presenti che Angelique si è tolta la vita. Dean ammette che a Angelique rimaneva poco da vivere, in quanto era affetta da gravissima cardiopatia. Ella non ha mai avuto dubbio sul fatto che fosse stato Dunham a uccidere sua figlia e, sapendo che le restava poco da vivere, ha tentato di fare giustizia. Ha così ingerito del cianuro, che non veniva dall'armadietto della scuola: Angelique amava collezionare piante, tra cui la manioca, attraverso la quale ha sintetizzato il cianuro con cui è morta. La sera prima, durante la cerimonia, aveva finto di profetizzare il suo omicidio per far ricadere la colpa sul genero: dato che non poteva dimostrare che lui aveva ucciso la figlia, voleva incriminarlo per la sua morte. Proprio per questo si è tolta la vita. 
Richard, svelato il caso in questione affermando che tutti i sospettabili sono innocenti, a sorpresa ammanetta Dunham: costui è effettivamente colpevole di aver ucciso la moglie, quindici anni prima, temendo che lo avrebbe lasciato per Dean. Non potendo accettare una tale umiliazione le ha tolto la vita. Poco dopo la morte della donna aveva fatto costruire un patio. Richard aveva però notato che la quantità di calce richiesta per i lavori era eccessiva per il progetto di costruzione: infatti la calce in eccesso era servita per mischiarla con l'acqua, creando idrossido di calcio con cui far sì che la pelle del cadavere della moglie si staccasse dalle ossa. Nella sua arroganza Dunham ha consegnato a Richard la prova decisiva della sua colpevolezza: non si è mai disfatto dello scheletro della vittima, lasciandolo in bella vista davanti a tutti. Si tratta infatti dello scheletro che viene usato per le lezioni di scienze nel laboratorio, che infatti presenta due fratture sulle ossa del braccio destro, una sull'omero e un'altra nel radio, che lei si era procurata in un incidente in bicicletta.
Richard, come segno di riconoscenza da parte della comunità di Saint Marie per aver reso giustizia alla figlia di Angelique, viene premiato con una cena preparata da Catherine con tutti i suoi piatti preferiti, che lui gradisce mostrando un po' di entusiasmo, per quanto in modo britannicamente composto.
- Altri interpreti: Nicholas Farrell (Nicholas Dunham)
- Ascolti Regno Unito: telespettatori 5 280 000
- Ascolti Italia: telespettatori 194 557[4]

## Falsa innocenza
- Titolo originale: Missing a Body?
- Diretto da: Roger Goldby
- Scritto da: James Payne

### Trama
Megan, una giovane e affascinante donna sposata, raggiunge il dipartimento di Polizia in evidente stato di shock e confessa di aver ucciso il marito la notte prima, sulla spiaggia. Richard e la squadra controllano la scena del delitto, ma non trovano nulla: né il corpo della vittima, né la pistola. Megan è in vacanza a Saint Marie col marito Lucas e i loro amici, Patrick e la moglie Astrid.
Il corpo senza vita di Lucas viene poi ritrovato: si era incagliato nell'elica di una barca da pesca ed è probabile che la marea lo abbia portato via dalla spiaggia. Sul suo orologio da polso è ancora stato attivo un cronometro. Inoltre ha ancora con sé il cellulare, e sotto l'orologio c'è un bottone, incastrato. Tutto fa pensare che Megan abbia ucciso il marito come lei stessa aveva confessato, ma Richard non se la sente di chiudere il caso, ritenendo che ci sia qualcosa di strano in questa storia, anche se Camille è dell'opinione che il suo capo non sia obiettivo, in quanto attratto da Megan.
Fidel fa delle ricerche, scoprendo che Lucas era un uomo violento. Le donne che in passato ha frequentato avevano sporto denuncia contro di lui (anche Megan ammette che Lucas la picchiava). La sera della morte di Lucas, quest'ultimo poco prima di morire aveva fatto a pugni con Patrick, il quale era stato arrestato proprio per aver aggredito il suo amico, passando poi tutta la notte in cella. Patrick ha, insomma, un alibi di ferro.
Un testimone oculare afferma di aver visto Lucas aggredire la moglie e che Megan, per difendersi, gli abbia sparato due volte, per poi vederlo cadere a terra, morto. Ormai sembra evidente che Megan è l'assassina. Infatti sul corpo di Lucas sono state trovare due ferite: una meno grave, causata dalla prima pallottola sparata che lo aveva preso di striscio alla testa, mentre la seconda gli ha perforato il cranio uccidendolo. Richard trova strano però che Megan, che per la prima volta aveva impugnato una pistola, sia riuscita a sparare due colpi precisi alla testa del marito.
Richard capisce chi ha ucciso Lucas: il vero colpevole è Patrick. Infatti Megan credeva di aver ucciso il marito, ma il primo dei due colpi sparati lo aveva preso di striscio, mentre il secondo era andato a vuoto; Lucas era caduto per terra perdendo i sensi. Il mattino dopo, insanguinato, aveva raccolto da terra la pistola con cui Megan gli aveva sparato, e che le era caduta, e aveva raggiunto la villa dove alloggiava insieme ai suoi amici, dato che dalla spiaggia la si poteva raggiungere attraversando un sentiero. Nel frattempo Patrick era stato rilasciato dalla stazione di Polizia e, tornato alla villa, aveva visto Lucas su una sedia a sdraio nel suo parco: gli aveva tolto la pistola e la aveva usata sparandogli alla fronte, uccidendolo. Astrid decise allora di aiutare il marito a disfarsi del corpo di Lucas. Quello trovato sotto l'orologio da polso non era un bottone, bensì una borchia della sedia a sdraio, che era finita lì quando Astrid e Patrick avevano trascinato via il corpo, attivando involontariamente il cronometro. Poi avevano gettato in mare il corpo e la pistola. Lucas era arrabbiato con Megan e Patrick perché aveva scoperto che erano amanti. Quello che aveva con sé non era il suo cellulare ma quello della moglie: Richard aveva trovato tutti i messaggi d'amore che lei e il suo amante si erano scambiati. Patrick viene arrestato, mentre Astrid, sentendosi umiliata dai tradimenti del marito, decide di non fare nulla per aiutarlo: molto probabilmente lei se lo potrebbe cavare con una pena poco pesante. Richard, in realtà, aveva teso una trappola a Patrick: il cellulare di Megan era troppo danneggiato dall'acqua, i messaggi erano incomprensibili: si era solo limitato a fargli credere di avere le prove del loro tradimento.
Mentre Richard è tutto solo nella sua casa, riceve l'inaspettata visita di Camille, Dwayne e Fidel che gli fanno una sorpresa: gli hanno regalato una piccola barca. Richard vi sale insieme a Camille e i due passano un po' di tempo insieme in mezzo al mare, di fronte alla casetta di lui.
- Altri interpreti: Miranda Raison (Megan)
- Ascolti Regno Unito: telespettatori 5 840 000
- Ascolti Italia: telespettatori 180 905[5]

## Assassinio in alto mare
- Titolo originale: Spot the Difference
- Diretto da: Alfred Lot
- Scritto da: Harry Holmes

### Trama
Richard deve scortare Leon Hamilton, noto truffatore, nella prigione di Saint Marie, raggiungendo l'isola con un traghetto, accompagnato dall'agente di custodia Vincent Carter. Leon, ammanettato, chiede a Richard di portarlo sul ponte di bordo. Inizia però a sentirsi male a causa del mal di mare ma, ancora prima di raggiungere Saint Marie, Leon muore: qualcuno gli è arrivato alle spalle, per poi accoltellarlo con la lama che gli ha trafitto il cuore. Patterson è furioso: ciò non ha fatto altro che gettare vergogna sul corpo di polizia di Saint Marie, dato che Leon è morto mentre era sotto la tutela di un agente del loro dipartimento.
A Richard non resta che scoprire chi ha ucciso l'uomo. C'erano ben 180 passeggeri sul traghetto; come se non bastasse sull'isola molti odiavano Leon, il quale aveva rubato molto denaro a coloro che erano stati convinti a investirlo in un affare immobiliare. L'unica persona che amava Leon era sua moglie Ann la quale, dopo aver identificato il corpo del marito, lo fa cremare. L'unico sospettabile per ora è Samuel King, il quale era disposto a uccidere Leon per una cospicua somma di denaro su ordine di Gordon Foster, uno dei molti investitori che era stato truffato da Leon. In passato Gordon, in un attimo di sconforto, aveva detto a Samuel che sarebbe stato disponibile a ben compensare chi avesse eliminato Leone, ma Samuel giura di essere innocente: in realtà, profittando del fatto che lui era sul traghetto, ha chiesto dei soldi a Foster, fingendo di essere stato lui commettere l'omicidio. Il caso si complica quando anche Ann viene ritrovata morta.
Fidel intanto indaga su un'anziana donna che ruba i portafogli ai turisti nella zona portuale, fino a che lui e Dwayne riescono a catturare la donna, che in realtà si rivela essere un giovane ragazzo, il quale si camuffava da anziana signora per trarre in inganno tutti quanti. Richard, prendendo proprio spunto dal ladruncolo, capisce ora come sono andate le cose.
Richard ha infatti compreso che la vera vittima non era Leon, ma Vincent, l'agente di custodia: i due si sono scambiati le loro identità prima che Richard arrivasse da loro! Ann era stata complice del marito nel caso di corruzione: Vincent aveva molti problemi di soldi, pertanto con la promessa di essere adeguatamente ricompensato se avesse assunto l'identità di Leon, ha contribuito a trarre Richard in inganno (anche perché Richard non aveva mai conosciuto Leon). Vincent ovviamente non poteva prevedere che Leon lo avrebbe ucciso, mentre quest'ultimo, ben sapendo che le forti correnti avrebbero creato caos sul traghetto, sapeva di poter provare a trovare il modo di accoltellare Vincent. Ann però aveva sottovalutato la crudeltà del marito e la sua avidità, infatti Ann credeva che avrebbero diviso i soldi che avevano rubato agli investitori, ma Leon ha ucciso pure lei (non a caso Ann aveva provveduto a far cremare il corpo creduto da tutti come quello di Leon).
Dwayne e Fidel ammanettano Leon. Quest'ultimo aveva umiliato Richard uccidendo Vincent sotto i suoi occhi, ma ora l'ispettore, sia per dovere sia per soddisfazione, ha ottenuto una rivalsa personale su Leon facendolo arrestare definitivamente. Camille gli dice pure "bravó". 
- Ascolti Regno Unito: telespettatori 5 460 000
- Ascolti Italia: telespettatori 210 722[6]

## Febbre tropicale
- Titolo originale: An Unhelpful Aid
- Diretto da: Alfred Lot
- Scritto da: Robert Thorogood

### Trama
Mentre Poole è costretto a letto a causa di una febbre tropicale e Camille sta seguendo un corso a Parigi, Dwayne risponde a una chiamata per via di un'effrazione: a fare la denuncia è Phil Owen, perché qualcuno è entrato nel deposito dell'attrezzatura della sua scuola di diving. Poi Dwayne e Phil vedono da lontano prima Mark e poi suo fratello Benjamin su un catamarano. Benjamin fa un'immersione, ma dopo molto tempo non è ancora riemerso. Alex, la moglie di Phil, scopre che è morto, sul fondo marino, in bassa profondità. Benjamin lascia vedova sua moglie Abigail, la quale è in stato di gravidanza. Dwayne esclude che si sia trattato di un incidente, poiché Benjamin era un esperto di immersioni: la bombola d'ossigeno era piena, ma la valvola era inspiegabilmente chiusa.
Dato che Richard non può uscire di casa per via della febbre, il commissario Patterson approfitta della presenza in vacanza sull'isola del sergente ispettore Angela Young e le chiede di mettersi a capo dell'indagine. Costei si rivela una donna arcigna e prepotente e, a dispetto della sua arroganza, non sembra avere un buon senso dell'osservazione, segue le piste con troppa fretta, con indizi mesi insieme in maniera raccogliticcia; intanto Catherine accudisce Richard, che però non gradisce affatto le sue attenzioni.
Stando all'autopsia, anche se il corpo di Benjamin è stato ritrovato in mare, nei suoi polmoni c'era acqua dolce, per di più nell'esofago era presente una piccola pietra. Benjamin aveva dei debiti di gioco e gli servivano dei soldi: a quanto pare, non potendo pagare i suoi debiti, stava preparando una fuga dall'isola, dato che la sua valigia era ormai preparata. Fidel arresta Danny Fernandez, trafficante di diamanti ricercato dall'Interpol, che sembra collegato al caso. Benjamin indossava sempre una bandana rossa, ma stranamente non la indossava quando il suo corpo è stato ritrovato (mentre l'aveva nel momento in cui si era calato in mare). Il fratello Mark non è tra i sospettati, dato che Dwayne e Phil lo avevano visto sul catamarano subito dopo che il fratello si era immerso. Secondo la Young il colpevole è Phil, il quale non aveva gradito che la moglie Alex, senza dirgli niente, avesse prestato dei soldi a Benjamin. Dato che Fidel e Dwayne non si fidavano di Young, avevano via via messo Richard al corrente del caso e di tutto ciò che avevano raccolto: infatti l'ispettore capo mette insieme i pezzi e capisce che l'assassino non è Phil.
Richard, che ormai è nuovamente in salute, fa arrestare Mark, il vero assassino. Lui e Danny sono complici nel traffico di diamanti attraverso il catamarano, che una volta l'anno viene portato in Inghilterra, per la precisione con diamanti grezzi che si possono facilmente confondere con pietre, che infatti Mark metteva nel piccolo acquario che si trova all'interno dell'imbarcazione. Benjamin gli aveva chiesto dei soldi, ma Mark, esasperato per l'ennesima richiesta, non voleva prestarglieli, dopo di che Benjamin per scherzare aveva messo in bocca uno dei diamanti grezzi di Mark. Quest'ultimo gli aveva spinto la testa nell'acquario colmo d'acqua, Benjamin così aveva ingoiato il diamante ed era morto per via dell'acqua finita nei suoi polmoni. Mark lo gettò poi in mare con addosso la tuta da immersione: per  il panico (l'omicidio non era certo premeditato) dimenticò di gestire bene la bombola. Mark inscenò poi l'effrazione nel magazzino di Phil sapendo che egli avrebbe chiamato la polizia, sperando che Dwayne potesse vederlo nel catamarano insieme a Benjamin e assicurarsi un alibi: in realtà Benjamin era già morto, quello che Phil e Dwayne avevano visto immergersi in acqua era Mark, che aveva indossato la bandana del fratello in modo che da lontano lo confondessero per lui. Oltre al fatto che si somigliavano fisicamente, indossava una tuta da immersione, quindi era impossibile distinguerli chiaramente. Dopo essersi immerso in acqua era rientrato di nascosto sul catamarano e, una volta tolte la bandana e la tuta, si era fatto vedere da Dwayne e Phil per far credere a entrambi che lui e Benjamin fossero sulla stessa imbarcazione. Mark aveva preparato la valigia di Benjamin, in modo che tutti credessero che volesse scappare, così da rendere più credibile che era stato ucciso per via di un debito di gioco. Mark, in uno slancio di rabbia, ammette di aver sempre disprezzato suo fratello, perché era stanco di doverlo sempre tirare fuori dai guai.
Con l'arresto di Mark, e con il caso chiuso, Young finalmente abbandona il dipartimento di Polizia di Saint Marie, mentre Richard riprende il proprio posto di ispettore capo. Sùbito dopo arriva Camille, tornata da Parigi.
- Altri interpreti: Shirley Henderson (Angela Young)
- Ascolti Regno Unito: telespettatori 5 290 000
- Ascolti Italia: telespettatori 232 148[7]

## Orecchio musicale
- Titolo originale: Music of Murder
- Diretto da: Paul Harrison
- Scritto da: Jack Lothian

### Trama
Camille, Fidel e Dwayne convincono Richard a seguirli in un night club in cui si esibirà Solly, frontman di una band musicale, nel primo concerto del gruppo dopo la loro separazione avvenuta dieci anni prima. Richard non si sente molto a suo agio in quell'ambiente, mentre Solly, seguendo il suo solito gesto di rito, intende presentarsi sul palco all'interno di una bara chiusa: ma quando essa viene aperta tutti vedono il corpo di Solly senza vita.
Richard e la sua squadra devono indagare sull'omicidio. Solly è morto per un colpo d'arma da fuoco. Tra i sospettati ci sono Michelle, giovane fotografa che si rivelerà essere la sua figlia illegittima, e la moglie Avita che ormai aveva smesso di amarlo per i suoi continui tradimenti, oltre ai membri della band che non avevano una grande stima di lui. Proprio Solly era stato la causa dello scioglimento del gruppo: più diventava famoso e ricco e più diventava inaffidabile e arrogante. Il chitarrista Curtis tra l'altro è sempre stato innamorato di Avita e Solly rappresentava un ostacolo per loro. Era stato il bassista del gruppo, Eddie, che aveva avuto l'idea di rimettere in piedi la band. Aveva in programma una tournée, rivestendovi anche il ruolo di produttore.
Richard cerca di capire la dinamica dei fatti attraverso la tempistica degli eventi, infatti per Solly era una tradizione quella di entrare nella bara quindici minuti prima dell'inizio del concerto. Trova strano che la band abbia già lanciato sul mercato il suo nuovo disco, già il giorno successivo alla morte di Solly, come se ciò fosse programmato. Richard ora ha capito chi ha ucciso la vittima e il movente.
Richard smaschera il colpevole davanti a tutta la band, in presenza anche della moglie e della figlia di Solly: l'assassino è Eddie, il quale aveva investito tutto quanto nel rilancio della band, ma Solly non aveva più intenzione di tenere altri concerti, quindi non ci sarebbe stata nessuna tournée. Eddie dunque lo ha ucciso puntando almeno ai guadagni del loro disco, sapendo che la morte di Solly avrebbe reso il disco ancora più popolare facendo salire le vendite. Solly non era una persona previdente, non ha mai fatto redigere né una polizza assicurativa né un testamento, quindi tutti i guadagni destinati a lui dopo la morte sarebbero andati al produttore, ovvero a Eddie. La sera dell'omicidio c'erano i fuochi d'artificio, Eddie aveva messo in avanti le lancette dell'orologio del camerino, inducendo Eddie a entrare nella bara in anticipo; poi, nel momento in cui avrebbero iniziato a sparare i fuochi, avrebbe potuto contare che essi avrebbero coperto il colpo di pistola da lui sparato per uccidere il suo amico.
Eddie viene arrestato, mentre viene lasciato intendere che ora Curtis e Avita, non avendo più ostacoli, probabilmente potranno costruirsi un futuro insieme. Richard, Dwayne, Camille e Fidel partecipano alla veglia funebre in memoria di Solly, che è un concerto in suo onore.
- Ascolti Regno Unito: telespettatori 5 660 000
- Ascolti Italia: telespettatori 263 883[8]

## Anagrammi
- Titolo originale: Amongst Us
- Diretto da: Paul Harrison
- Scritto da: Robert Thorogood

### Trama
Fidel, Camille e Dwayne si godono una serata nel ristorante di Catherine, la quale pare felice da quando esce con Aidan Miles, il suo nuovo compagno, arrivato da poco a Saint Marie. Dwayne conosce una donna di nome Nadia Selim, la quale il giorno dopo viene ritrovata morta.
La donna aveva passione per i cruciverba e teneva un cane: ora sarà Georgie, la vicina di casa della vittima (nonché sua collega di lavoro), a prendersene cura. L'assassino di Nadia l'ha uccisa facendole ingoiare trenta monete, un chiaro riferimento a Giuda Iscariota: sembra pertanto che il colpevole l'abbia uccisa perché lei lo aveva tradito. La casa apparentemente sembra in ordine, ma Richard nota che alcune cose sono fuori posto, intuendo che l'assassino stesse cercando qualcosa nell'abitazione e che poi in maniera imperfetta abbia tentato di rimettere tutto in ordine. Richard trova il distintivo di Dwayne accanto al letto della vittima: quest'ultimo giura di non c'entrare con la morte della donna, essendosi limitato ad averla riaccompagnata a casa, per intrattenersi per un poco e poi tornare a casa. I vicini di casa di Nadia confermano che il cane è piuttosto reattivo con gli estranei: infatti Richard trova strano che non abbia nemmeno tentato di proteggere la sua padrona dall'assassino, deducendo che si tratta di una persona che sia Nadia sia il cane conoscevano. Georgie consegna a Richard e Camille alcune cose di Nadia che quest'ultima le aveva chiesto di conservarle: una ricevuta veterinaria vecchia di due anni e il passaporto della vittima, sul quale viene riportato il nome di Rose Duchamp che, evidentemente, era il suo vero nome.
Nadia era sotto il programma di protezione del Serious Organised Crime Agency: un loro agente si trova già a Saint Maire. Si tratta di Chris Ricketts, il quale rivela che Nadia aveva scoperto che il suo fidanzato lavorava per un'organizzazione criminale molto potente, che lei lo tradì passando alle autorità informazioni preziose, e che poi venne trasferita a Saint Marie sotto falso nome. Ricketts non ha nessun dubbio sul fatto che sia stato il suo fidanzato a ucciderla, ma non ha idea di chi sia, dato che non è mai stato identificato. Richard è dell'opinione che l'assassino sia ancora sull'isola, dato che se l'avesse lasciata a crimine appena compiuto avrebbe destato troppo sospetto. Patterson dà una buona notizia a Richard: colui che ne ha preso il posto di ispettore capo ad interim nel dipartimento di polizia di Londra sta per ottenere la promozione a livello permanente. In realtà spettava a Richard, che è stato costretto a rinunciarvi per trasferirsi a Saint Marie, ma il mandato del suo sostituto scadrà se Richard reclamerà la carica: deve solo telefonare alle Risorse Umane, ma ha solo a due ore di tempo per farlo. Patterson non nasconde che preferirebbe che Richard rimanesse a Saint Marie, avendo fatto un ottimo lavoro nel dirigere il dipartimento di Polizia.
Proprio quando Richard sta per fare la telefonata, capisce che la passione di Nadia per i cruciverba è utile per risolvere il caso. Fa convocare Georgie (con il cane di Nadia), Aidan e Ricketts al ristorante di Catherine. Richard ha capito che l'assassino stava cercando la ricevuta del veterinario nella casa della vittima, ma non l'ha trovata perché Nadia l'aveva data a Georgie. Sul cane era stato impiantato un microchip contenente tutti i file incriminanti che lei aveva raccolto, sicuramente col nome del suo fidanzato, ovvero il suo assassino. Per smascherarlo Richard può affidarsi al cane, il quale lo riconoscerebbe subito, senza contare che il falso nome della vittima era un ulteriore indizio da lei aveva lasciato. Richard ha notato che leggendo al contrario Nadia Selim esce fuori il nome Aidan Miles. A conferma ulteriore il cane viene sguinzagliato e si avvicina a Aidan. Quest'ultimo tenta la fuga ma Fidel e Dwayne lo catturano e lo arrestano, dopo di che Catherine lo schiaffeggia, sentendosi presa in giro.
Richard non fa in tempo a raggiungere la stazione di polizia per fare la telefonata con la quale accettare la promozione di ispettore capo a Londra, che gli avrebbe permesso di tornare in Inghilterra, dato che lui e i suoi colleghi sono troppo occupati a portare Fidel a casa sua. La di lui moglie ha partorito, dando alla luce una bambina. Richard e Camille si mettono a bere una birra insieme sulla spiaggia e, anche se Richard non vuole ammetterlo, è probabile che inizi a sentire un senso di appartenenza con Saint Marie.
- Ascolti Regno Unito: telespettatori 5 290 000
- Ascolti Italia: telespettatori 222 052[9]